# Eddy Cobiness
Eddy Cobiness (Warroad (Minnesota, Verenigde Staten), 1933 - Winnipeg (Manitoba, Canada), 1 januari 1996) was een Canadees kunstenaar. Hij was een Ojibwe-indiaan en zijn werken kenmerken zich door beelden uit het buitenleven en natuur. Hij begon met realistische scènes om vervolgens in meer abstract werk te evolueren. Hij behoorde tot de Woodland School of Art en was prominent lid van de Professional Native Indian Artists Association, bekend als de Indian Group of Seven.

## Levensloop
Cobiness groeide op in het reservaat Buffalo Point in zuidoost Manitoba. Evenals de andere leden van de “Indian Group of Seven” (Jackson Beardy, Alex Janvier, Norval Morrisseau, Daphne Odjig, Carl Ray en Joseph Sanchez), was Cobiness een zogenaamde “Treaty Indian”. Hij behoorde tot een stam waarmee Canada een verdrag heeft gesloten onder de Indian Act of Canada.
Cobiness heeft zich het schilderen zelf aangeleerd. Hij was een grafische ontwerper die in zijn kinderjaren begon met het tekenen van afbeeldingen van vogels in zand of sneeuw of op kartonnen dozen. In de jaren 50 ontdekte hij het werken met waterverf, tijdens zijn militaire dienst. Hij onderzocht kleur en samenstelling. In de jaren zestig werden zijn inkt en waterverf tekeningen commercieel succesvol, en begon zijn carrière. Voor Cobiness, zijn het buitenleven en de natuur altijd onderwerp van zijn werken geweest. Hij begon met realistische scènes om vervolgens in meer abstract werk te evolueren, beïnvloed door tijdgenoot en kunstschilder Benjamin Chee Chee. Hij ontwikkelde zijn werk verder en werkte onbelemmerd met meerdere stijlen en hierbij gebruik makend van vele media. Het zou hem internationale erkenning brengen. Het is bekend dat Koningin Elizabeth II werk van Cobiness in haar verzameling heeft.
Cobiness stierf in Winnipeg, Manitoba op 1 januari 1996 aan de gevolgen van complicaties bij diabetes.